# 鍾樂偉
鍾樂偉（Chung Lok-wai, Steve，1982年4月13日—），為香港研究韓國政治與社會文化學者  ，香港中文大學社會科學院全球研究課程助理講師 ，韓國翰林大學言論情報學博士候選人 ，Roundtable 香港國際關係研究學會總研究主任。畢業於大埔救恩書院（1999年中五）、嶺南大學 (香港)政治學系、香港中文大學政治與行政學系哲學碩士，研究興趣包括韓國政治與社會文化、兩韓外交關係及北韓核外交與經濟改革政策等等。
2012年，鍾樂偉獲韓國學中央硏究院與慶南大學極東問題研究所的邀請，擔任訪問學人，進行韓國媒體政治與北韓因素影響的論文研究。期間，更代表香港獨立媒體，擔任駐首爾記者，撰寫有關2012年韓國總統大選的新聞報導與評論文章。
2012年8月4日，鍾樂偉於香港《主場新聞》發表《MBC罷工行動與南韓的媒體政治》一文，但因遭楊虔豪質疑為抄襲而下架。
2014年4月起，與香港蘋果動新聞合作，推出節目《深韓解讀》       ，分析韓流現象。另外，也與香港蘋果動新聞合作節目《韓·初說》，訪問多位香港人，談及他們與韓國的初次接觸經歷。  
2014年6月，出版首本以評論韓國流行文化書籍《韓瘋 — 讓世人瘋狂的韓國現象》。 
2015年7月，出版評論韓國社會流行文化書籍《心韓 — 攻陷人心的韓流真面目》。
2020年8月起，主持商業電台雷霆881的《國際線》熱探38度節目。

## 外部連結
- 鍾樂偉｜DJ主持｜商業電台881903.com （页面存档备份，存于）
- Steve CHUNG Lok Wai — Global Studies Programme | The Chinese University of Hong Kong （页面存档备份，存于）
- Steve CHUNG Lok-wai — LinkedIn Profile （頁面備份）